# Brachiaria platynota
Brachiaria platynota är en gräsart som först beskrevs av Karl Moritz Schumann, och fick sitt nu gällande namn av Robyns. Brachiaria platynota ingår i släktet Brachiaria och familjen gräs.
Artens utbredningsområde är Tanzania. Inga underarter finns listade i Catalogue of Life.